# 척수소뇌성 실조증
척수소뇌성 실조증(Spinocerebellar ataxia, SCA)은 다양한 유형의 진행성, 퇴행성 유전 질환이다. SCA는 유전성, 퇴행성, 진행성이며 종종 치명적이다. 이 질병은 열성 또는 우성 유전자에 의해 발생한다. 

## 증상
- 구음 장애
- 연하 장애
- 소뇌 위축